# Cecha ilościowa
Cecha ilościowa – cecha organizmu charakteryzująca się ciągłą zmiennością fenotypową. Dokładność pomiaru cech ilościowych zależy głównie od metodyki pomiaru oraz wykorzystywanego przyrządu. Cechami ilościowymi zazwyczaj są cechy poligenowe.
Przykładowymi cechami ilościowymi są: wzrost człowieka, czas reakcji, siła mięśnia, liczba liści lub włosów.